# 101 г. пр.н.е.
101 година преди новата ера (пр.н.е.) е година от доюлианския (Помпилийски) римски календар. Това е последната година от 2 век пр.н.е.

## Събития

### В Римската република
- Консули са Гай Марий (за пети път) и Маний Аквилий.
- Маний Аквилий е изпратен в Сицилия, за да потуши робското въстание, водено от Атенион.[1]
- В полето край Верцела се разиграва решаващата битка на Кимврийската война. Римската армия, ръководена от консула Марий и Квинт Лутаций Катул, постига пълна победа над кимврите и унищожава или пленява огромната част от силите им.[2]
- Триумф на Марий и Катул за великата им победа. Марий е приветстван като трети (след Ромул и Камил) основател на Рим и избран за консул за следващата година.[2]

### В Египет
- Клеопатра III е убита, a Птолемей X остава единствен владетел на Египет.[2]

## Родени
- Юлия Цезарис, втората сестра на Юлий Цезар и баба на Октавиан Август (умряла 51 г. пр.н.е.)
- Гай Октавий, римски политик и баща на Октавиан Август (умрял 59 г. пр.н.е.)

## Починали
- Клеопатра III, царица на Египет от династията на Птолемеите (родена 161 г. пр.н.е.)
- Боиорикс, вожд на племето кимври, загинал в Битката при Верцела